# VII Cumbre Iberoamericana
La VII Cumbre Iberoamericana de Jefes de Estado y de Gobierno de los 21 países miembros de la Organización de Estados Iberoamericanos, se realizó en la Isla de Margarita, Venezuela, entre los días 8 y 9 de noviembre de 1997.

## Desarrollo
El tema principal fue «Los valores éticos de la democracia», y en concreto, se analizaron los siguientes asuntos:
- La promoción, el respeto y la garantía de los derechos humanos.
- La justicia social.
- La administración de la justicia.
- La ética y administración pública.
- Los partidos políticos y la transparencia de los procesos electorales.
- El derecho a la información.

## Participantes

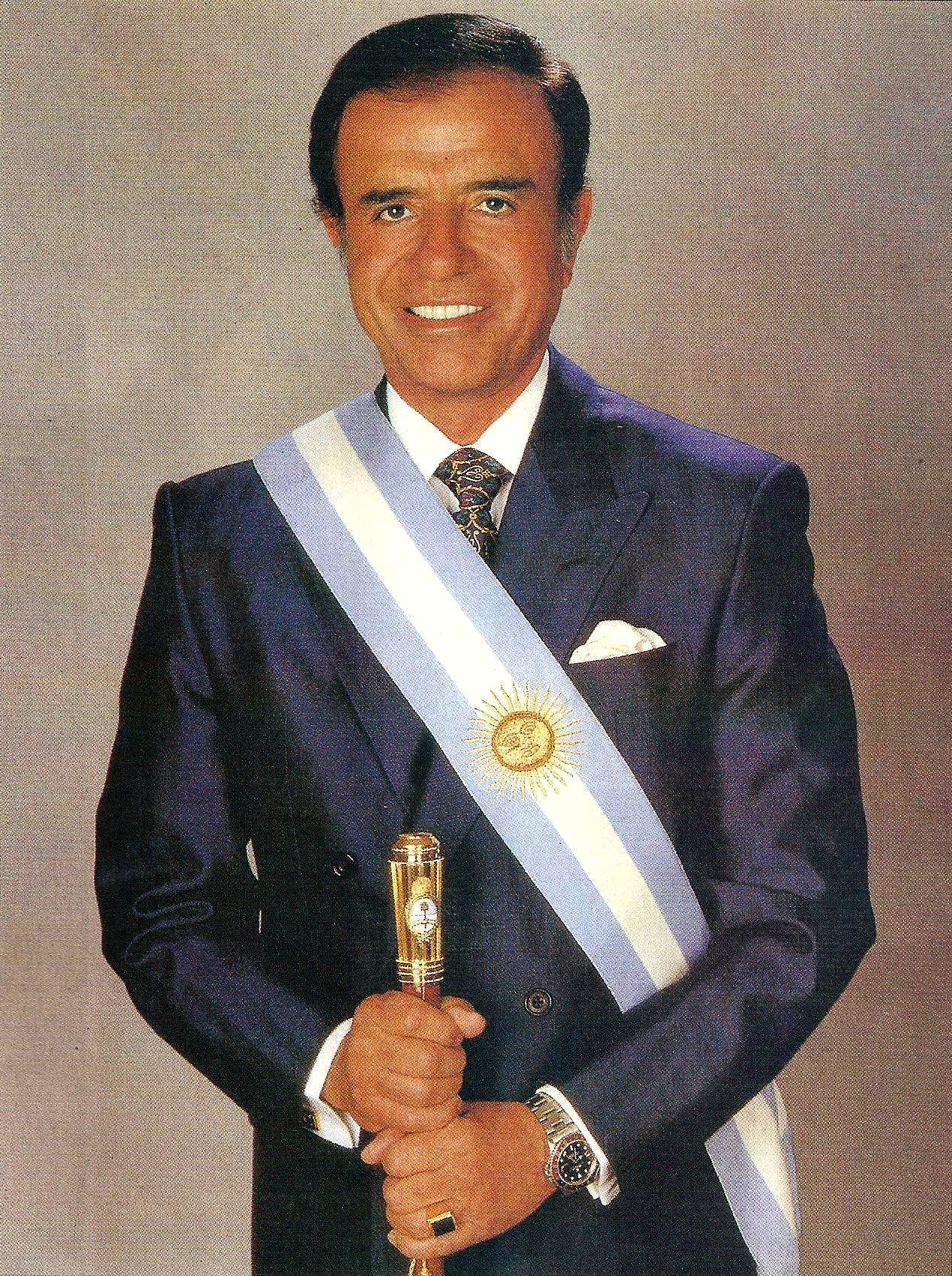
ARG Carlos Menem, Presidente
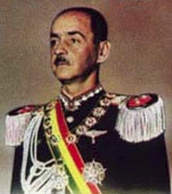
BOL Hugo Banzer, Presidente
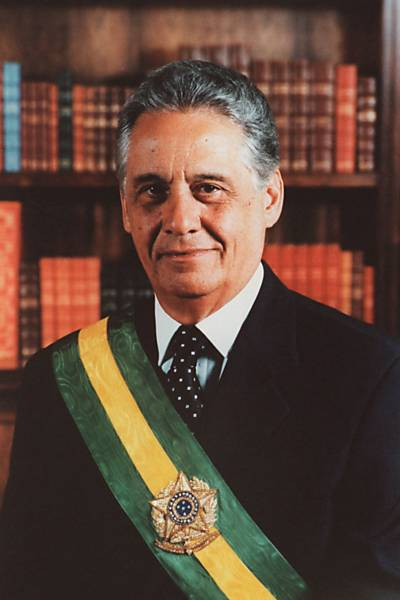
BRA Fernando Henrique Cardoso, Presidente
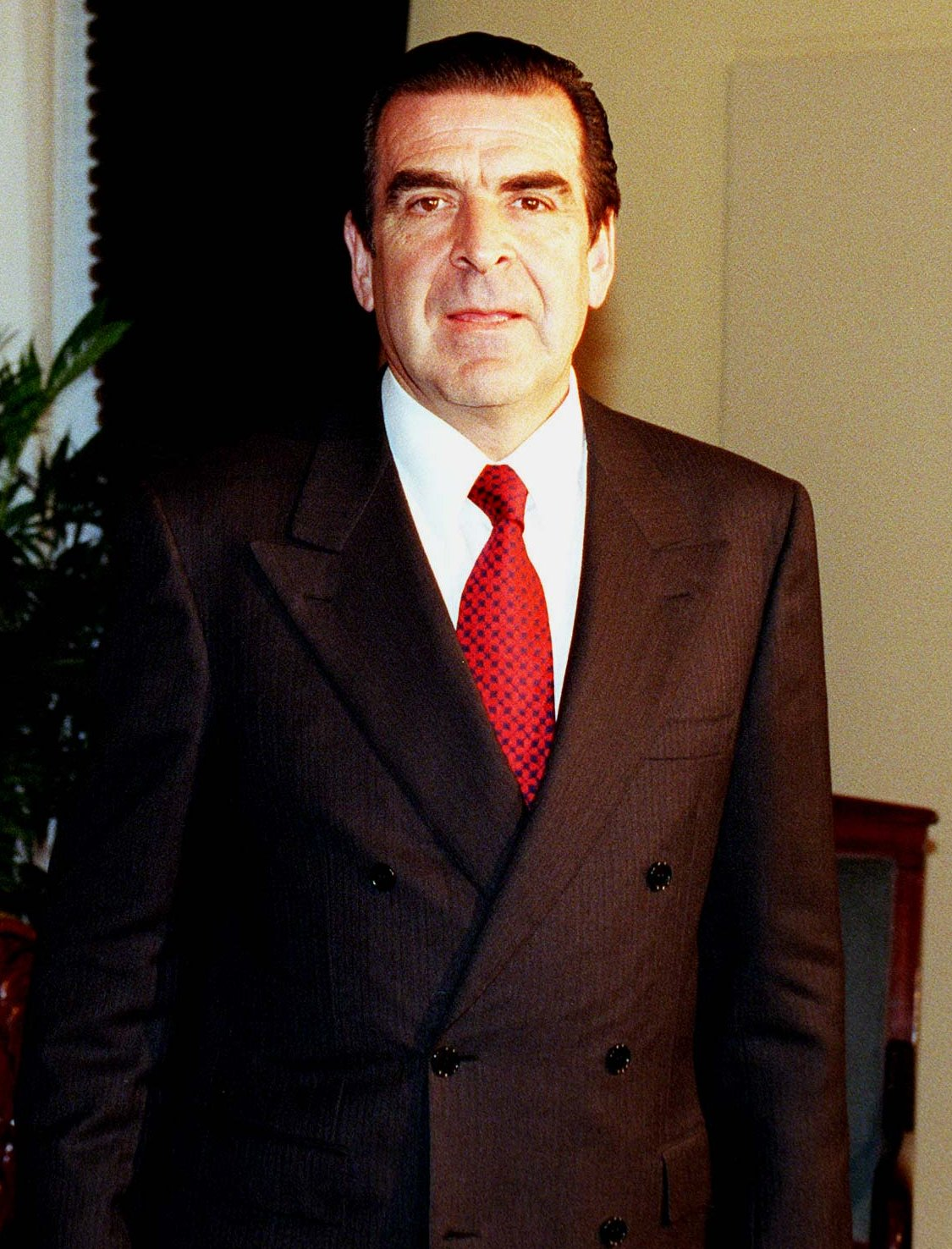
CHI Eduardo Frei Ruiz-Tagle, Presidente
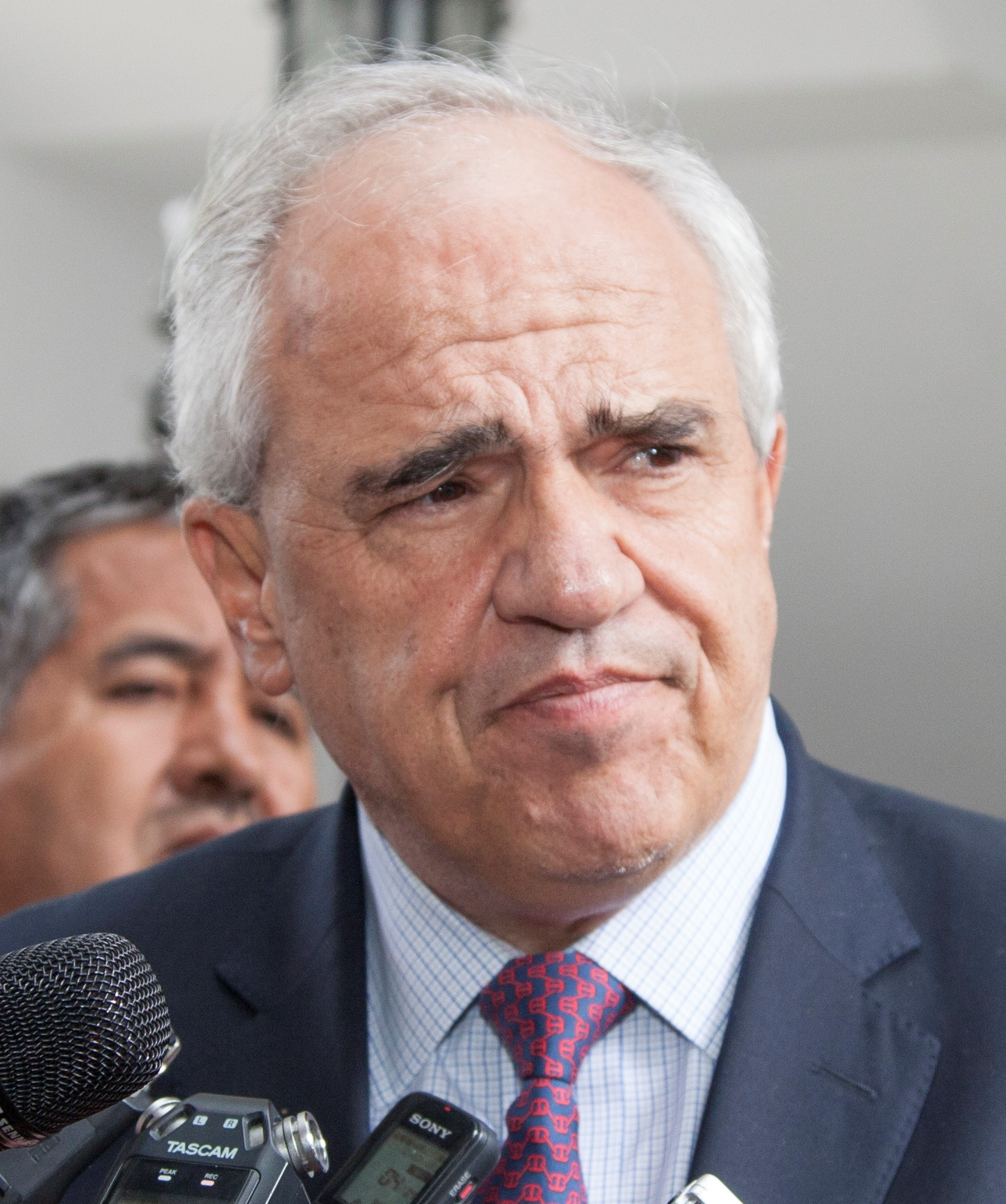
COL Ernesto Samper, Presidente
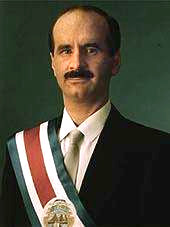
CRI José María Figueres Olsen, Presidente
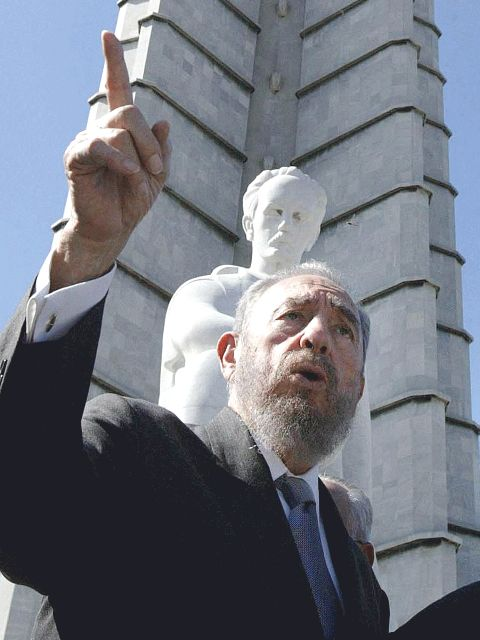
CUB Fidel Castro, Presidente
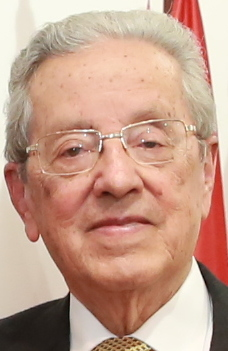
ECU José Ayala Lasso, Ministro
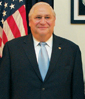
SLV Armando Calderón Sol, Presidente
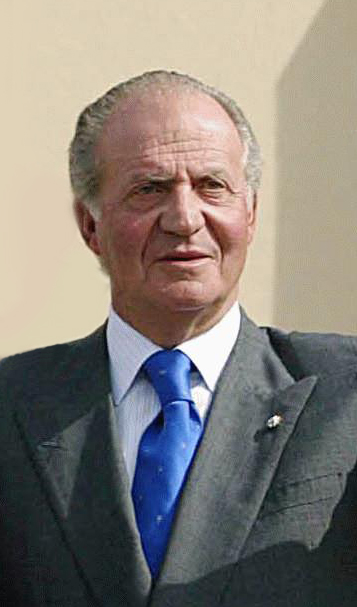
ESP Juan Carlos I, Rey
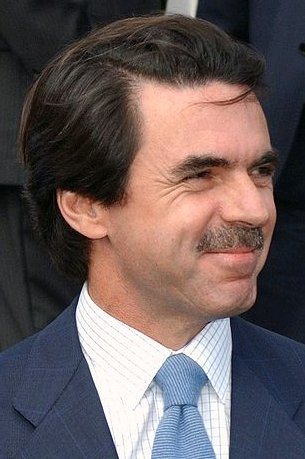
ESP José María Aznar, Presidente del Gobierno
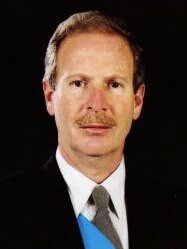
GTM Álvaro Arzú Irigoyen, Presidente
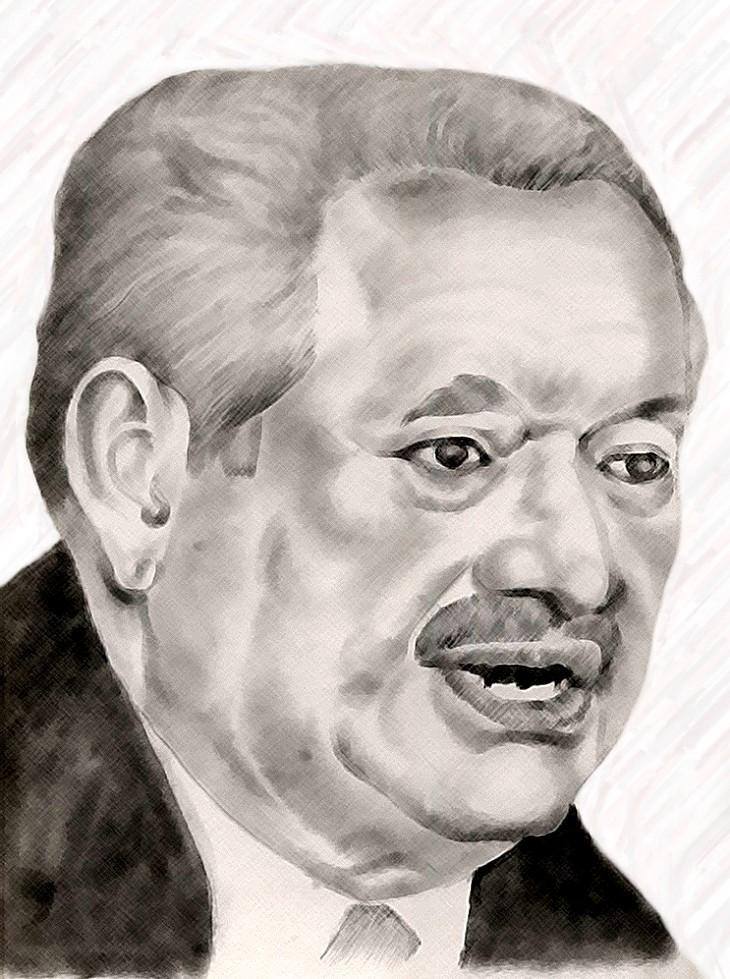
HON Carlos Roberto Reina, Presidente
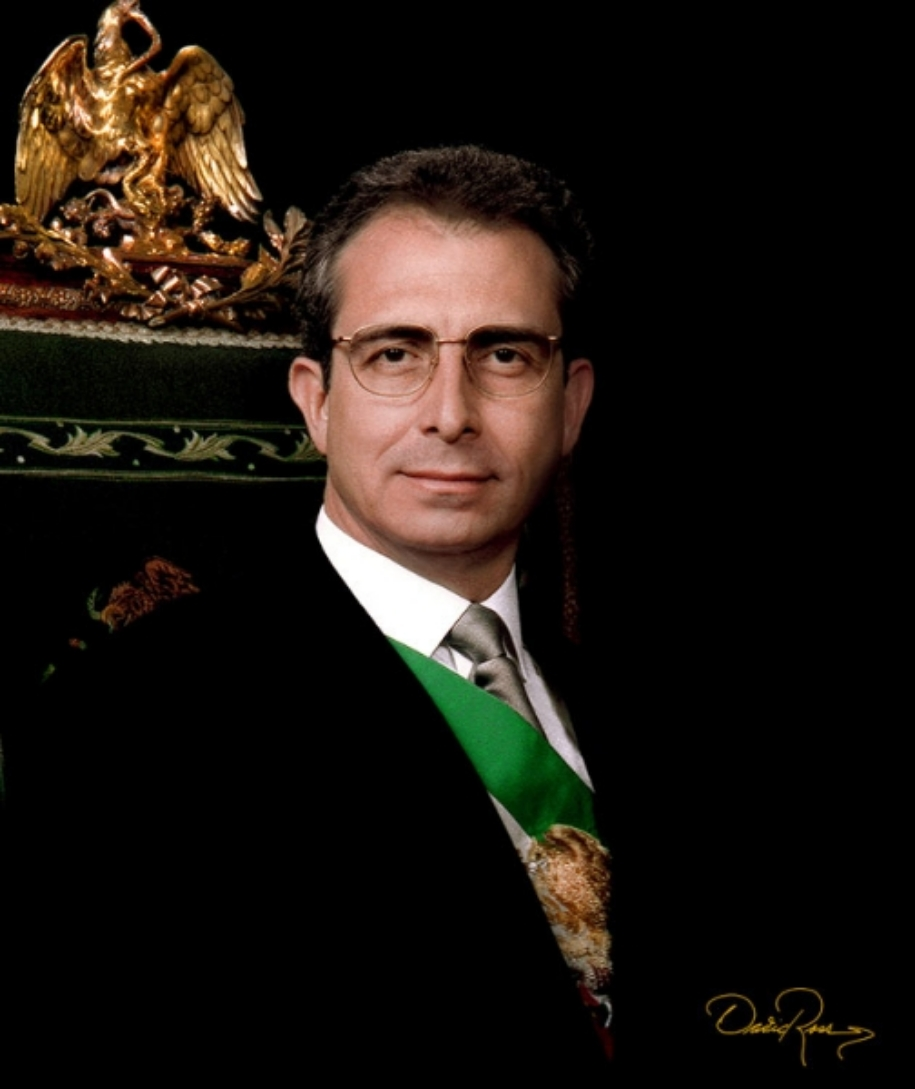
MEX Ernesto Zedillo, Presidente
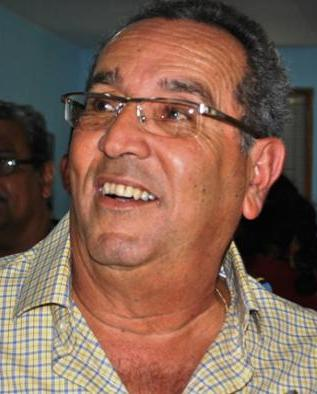
NIC Arnoldo Alemán, Presidente
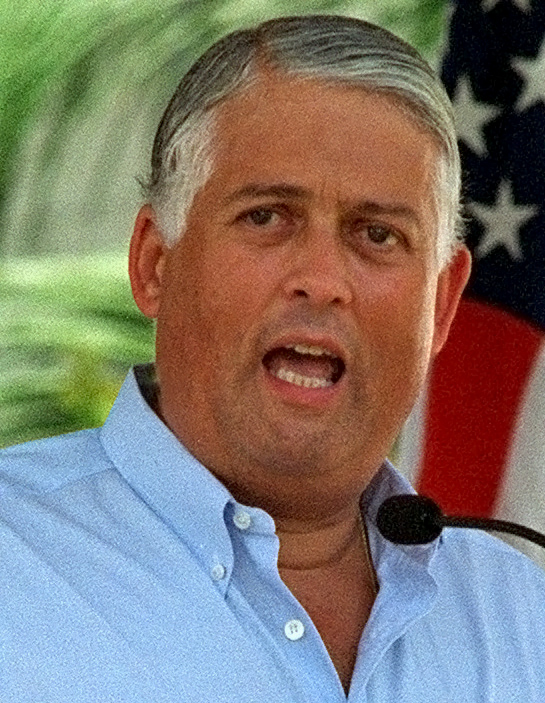
PAN Ernesto Pérez Balladares, Presidente
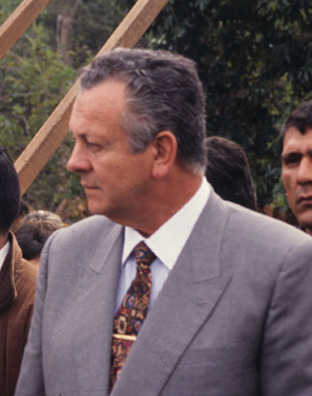
PAR Juan Carlos Wasmosy, Presidente
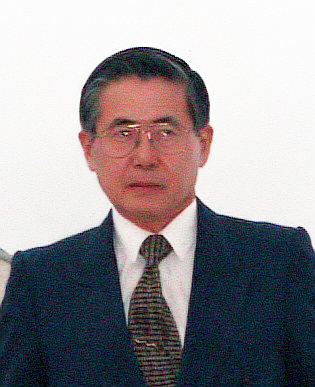
PER Alberto Fujimori, Presidente
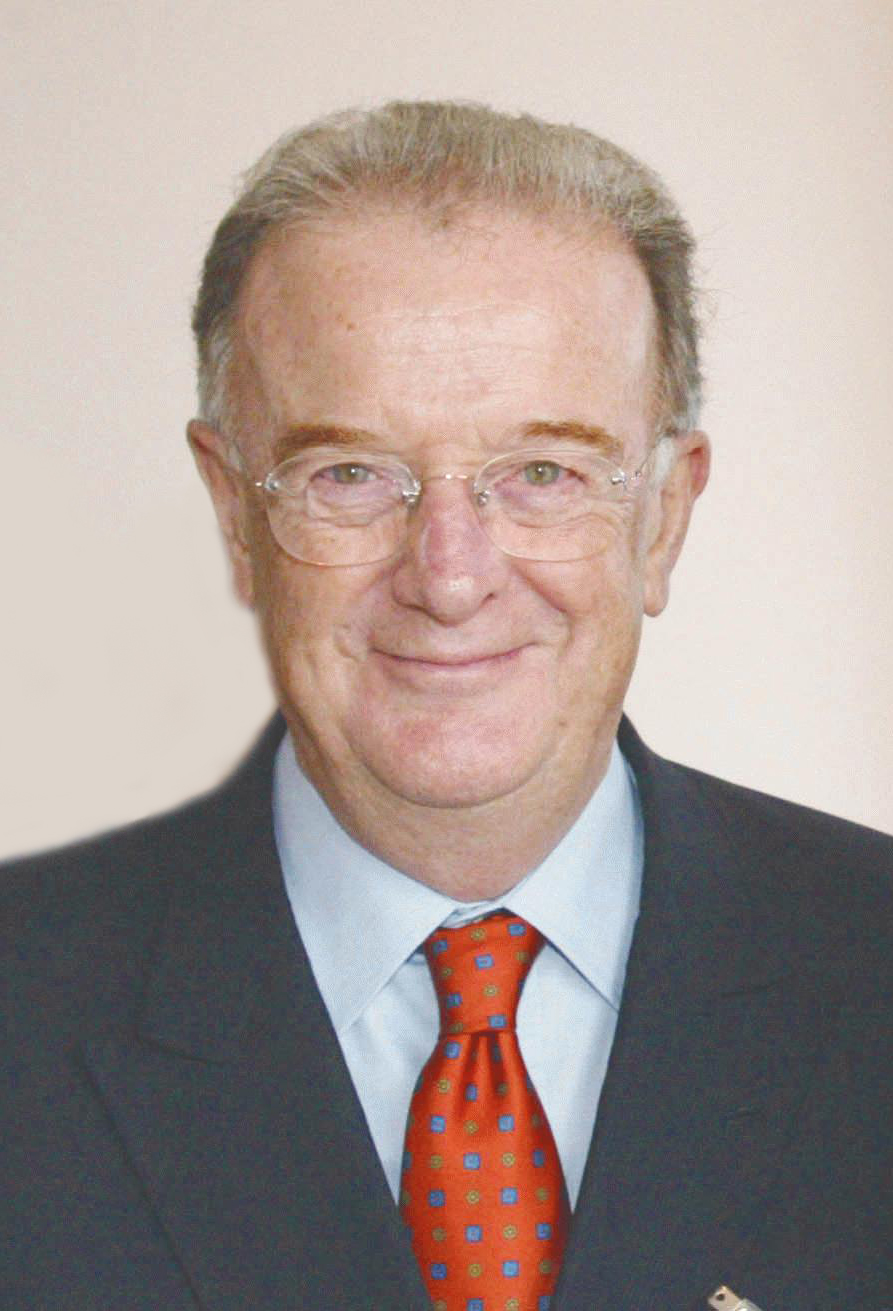
POR Jorge Sampaio, Presidente
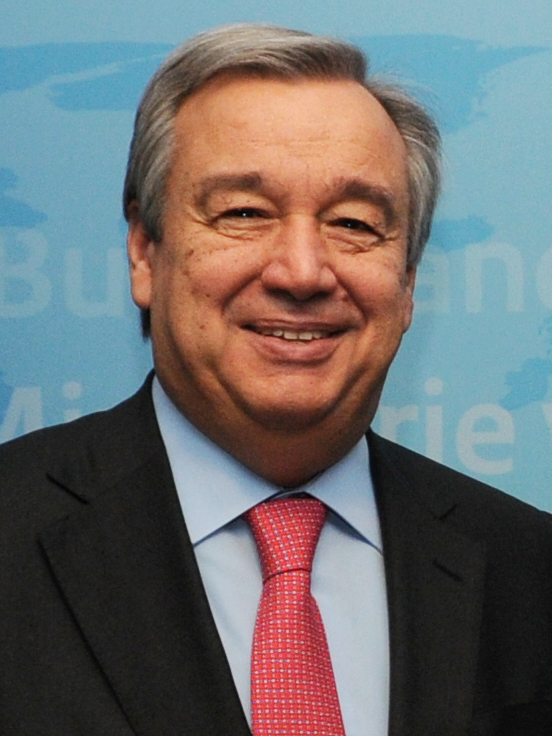
POR António Guterres, Primer Ministro
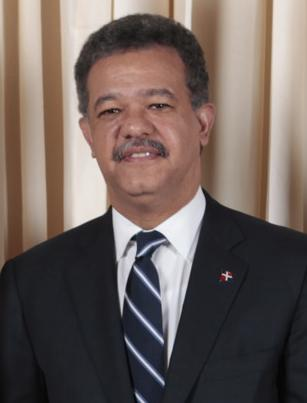
DOM Leonel Fernández, Presidente
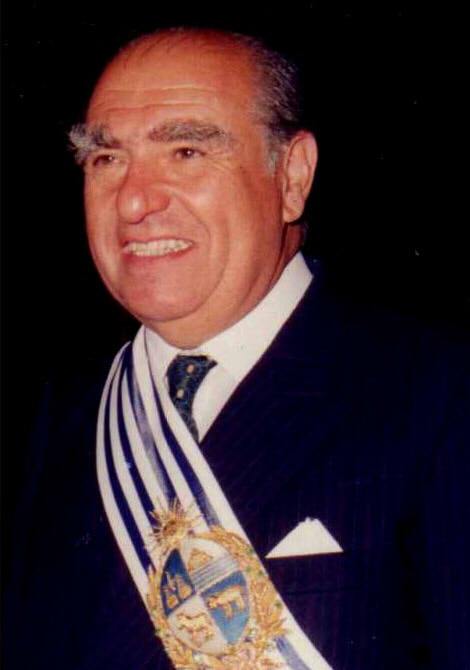
URU Julio María Sanguinetti, Presidente
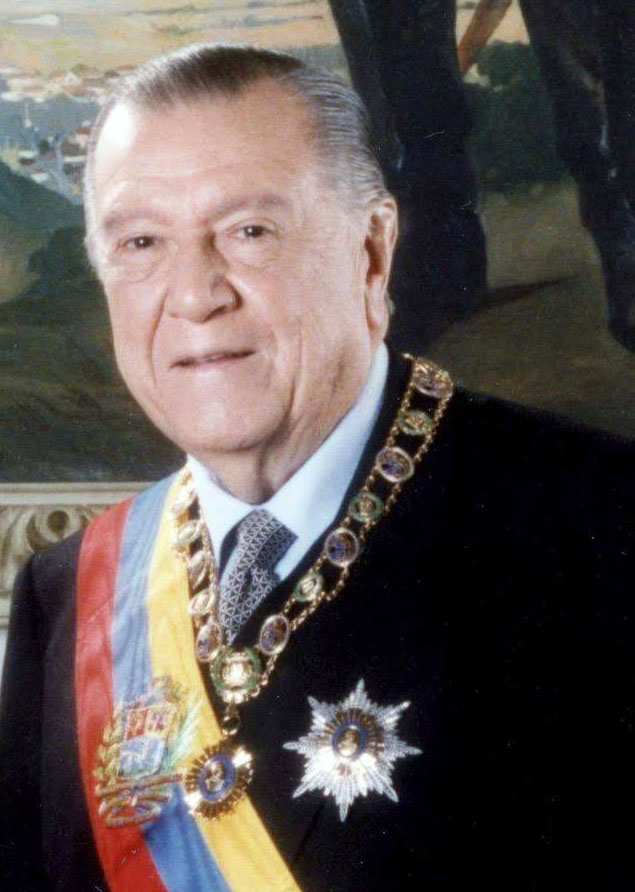
VEN Rafael Caldera, Presidente (anfitrión)

- Argentina
Carlos Menem, Presidente
- Bolivia
Hugo Banzer, Presidente
- Brasil
Fernando Henrique Cardoso, Presidente
- Chile
Eduardo Frei Ruiz-Tagle, Presidente
- Colombia
Ernesto Samper, Presidente
- Costa Rica
José María Figueres Olsen, Presidente
- Cuba
Fidel Castro, Presidente
- Ecuador
 José Ayala Lasso, Ministro
- El Salvador
Armando Calderón Sol, Presidente
- España
Juan Carlos I, Rey
- España
José María Aznar, Presidente del Gobierno
- Guatemala
Álvaro Arzú Irigoyen, Presidente
- Honduras
Carlos Roberto Reina, Presidente
- México
Ernesto Zedillo, Presidente
- Nicaragua
Arnoldo Alemán, Presidente
- Panamá
Ernesto Pérez Balladares, Presidente
- Paraguay
Juan Carlos Wasmosy, Presidente
- Perú
Alberto Fujimori, Presidente
- Portugal
Jorge Sampaio, Presidente
- Portugal
António Guterres, Primer Ministro
- República Dominicana
Leonel Fernández, Presidente
- Uruguay
Julio María Sanguinetti, Presidente
- Venezuela
Rafael Caldera, Presidente
(anfitrión)